# Mont Joigny
Le mont Joigny est une montagne de France située dans le nord du massif de la Chartreuse, dans le département de la Savoie, en région Auvergne-Rhône-Alpes.
Culminant à 1 556 mètres d'altitude à l'ouest du col du Granier, elle marque la limite entre les communes d'Apremont et d'Entremont-le-Vieux.

## Géologie

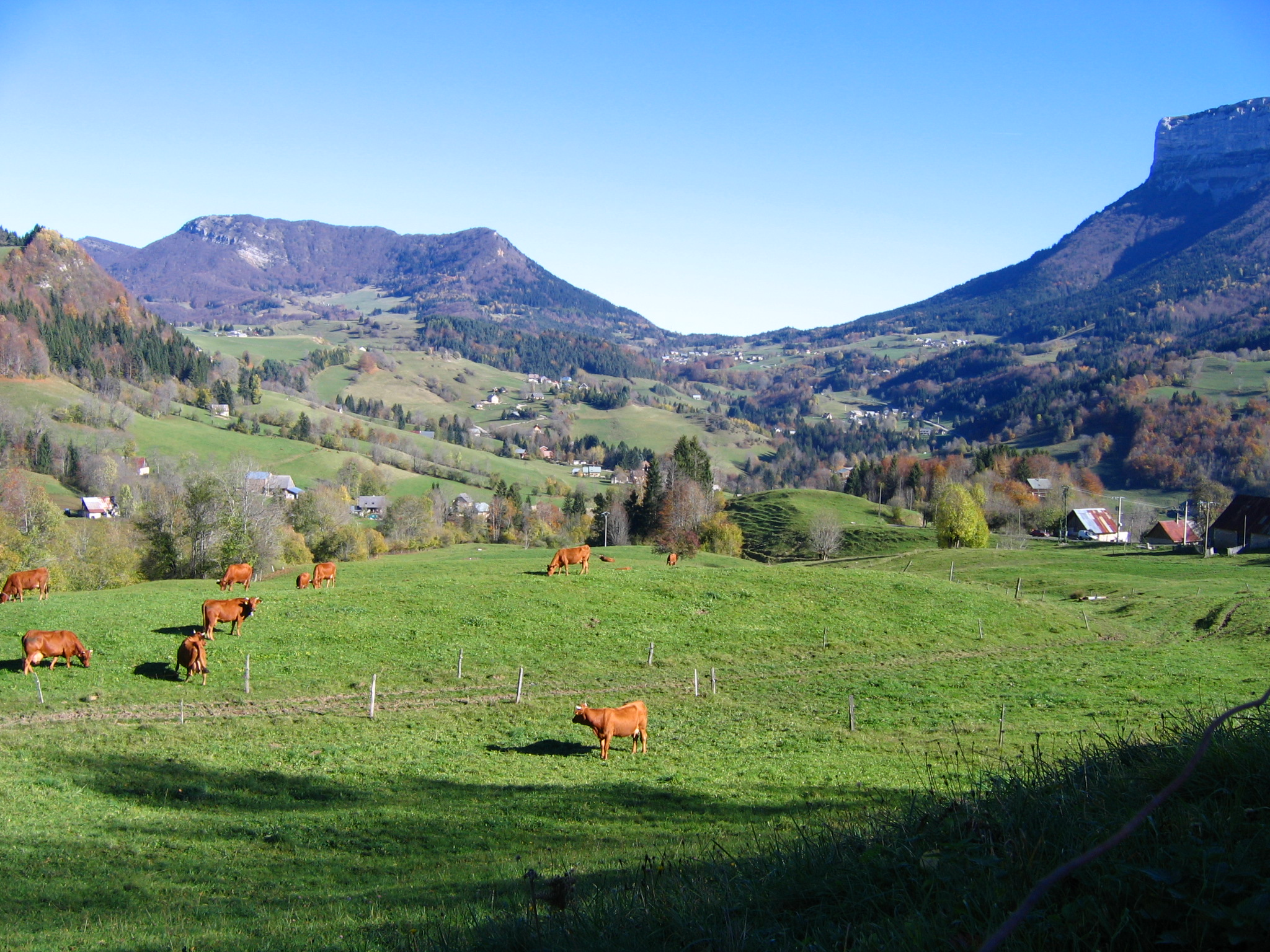
Vallée des Entremonts avec le mont Joigny à gauche.

Le mont Joigny fait partie d'une crête courant depuis le col du Granier jusqu'au col du Mollard, en passant la pointe de la Gorgeat (1 486 m) et le mont Pellaz (1 443 m), fermant la vallée des Entremonts du côté nord. Cette crête dessine un fer à cheval ouvert vers le sud, drainé par les têtes de ravines de la vallée du Cozon.
Ces crêtes sont constituées d'une succession d'alternances marno-calcaires d'âge berriasien sur une base calcaire du Fontanil.
La création du tunnel du Pas de la Fosse (824 m d'altitude) sur l'ancienne route nationale 512 a permis de raccourcir le trajet entre la vallée des Entremonts et Chambéry.

## Zone naturelle protégée
Le site du mont Joigny et l'ensemble des crêtes font partie de la ZNIEFF de type I des Falaises septentrionales du massif de la Chartreuse, no 38150031. La zone protégée s'étend sur 548 hectares.

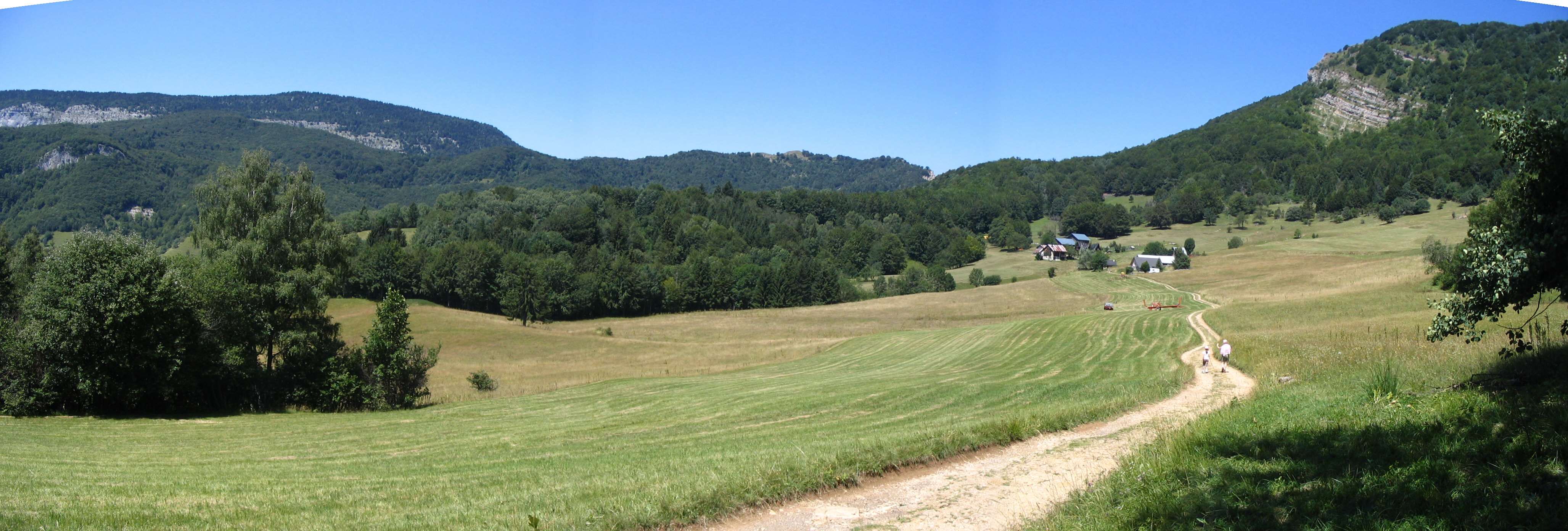
Vue du mont Joigny (à droite), depuis les Granges de Joigny (1190 m), et du GR du Tour de Chartreuse en venant du col du Granier.

### Flore: espèces protégées
- Arabette scabre Arabis scabra All.
- Arabette à feuilles de serpolet Arabis serpillifolia Vill.
- Sabot de Vénus Cypripedium calceolus L.
- Œillet de Montpellier Dianthus hyssopifolius L.
- Fétuque améthyste Festuca amethystina L.
- Orchis odorant Gymnadenia odoratissima (L.) L.C.M. Richard
- Millepertuis à feuilles rondes Hypericum nummularium L.
- Inule de Suisse Inula helvetica Weber
- Laser de France Laserpitium gallicum L.
- Polystic à aiguillons Polystichum aculeatum (L.) Roth
- Primevère oreille d'ours Primula auricula L.
- Scrophulaire des ombrages Scrophularia umbrosa Dumort.
- Cumin des prés (Fenouil des chevaux) Silaum silaus
- Trinie glauque Trinia glauca
- Vesce des buissons Vicia dumetorum L.